# CAセロ
クラブ・アトレティコ・セロ（スペイン語: Club Atlético Cerro）は、ウルグアイの首都モンテビデオを本拠地とするサッカークラブである。2023シーズンからはプリメーラ・ディビシオンに所属している。

## 歴史
クラブ創設は1922年12月1日。1995年にコパ・リベルタドーレスに出場した。

## ライバル
同じモンテビデオのビジャ・デル・セロ地区を本拠地とするランプラ・ジュニオルスとはライバル関係にあり、両者の対戦はクラシコ・デ・ラ・ビジャ（Clásico de la Villa、ビジャダービー）と呼ばれる。初対戦は1927年4月24日で、ランプラ・ジュニオルスが2-0で勝利した。ウルグアイの中では、ペニャロールとナシオナルによるスーペルクラシコに次ぐ歴史を持つダービーマッチである。

## タイトル

### 国内タイトル
- セグンダ・ディビシオン（1903-）：2回[注釈 1]
  - (1940), (1941), 1946, 1998

### 国際タイトル
なし

## 過去の成績
| シーズン | リーグ戦     | リーグ戦         | リーグ戦       | リーグ戦 |
| シーズン | ディビジョン | 期               | 順位           | 年間順位 |
| -------- | ------------ | ---------------- | -------------- | -------- |
| 2007-08  | プリメーラ   | アペルトゥーラ   | 7位            | 10位     |
| 2007-08  | プリメーラ   | クラウスーラ     | 15位           | 10位     |
| 2008-09  | プリメーラ   | アペルトゥーラ   | 7位            | 3位      |
| 2008-09  | プリメーラ   | クラウスーラ     | 3位            | 3位      |
| 2009-10  | プリメーラ   | アペルトゥーラ   | 14位           | 8位      |
| 2009-10  | プリメーラ   | クラウスーラ     | 2位            | 8位      |
| 2010-11  | プリメーラ   | アペルトゥーラ   | 9位            | 6位      |
| 2010-11  | プリメーラ   | クラウスーラ     | 7位            | 6位      |
| 2011-12  | プリメーラ   | アペルトゥーラ   | 7位            | 9位      |
| 2011-12  | プリメーラ   | クラウスーラ     | 13位           | 9位      |
| 2012-13  | プリメーラ   | アペルトゥーラ   | 10位           | 10位     |
| 2012-13  | プリメーラ   | クラウスーラ     | 11位           | 10位     |
| 2013-14  | プリメーラ   | アペルトゥーラ   | 10位           | 10位     |
| 2013-14  | プリメーラ   | クラウスーラ     | 11位           | 10位     |
| 2014-15  | プリメーラ   | アペルトゥーラ   | 15位           | 14位     |
| 2014-15  | プリメーラ   | クラウスーラ     | 7位            | 14位     |
| 2015-16  | プリメーラ   | アペルトゥーラ   | 3位            | 3位      |
| 2015-16  | プリメーラ   | クラウスーラ     | 6位            | 3位      |
| 2016     | プリメーラ   | –                | –              | 7位      |
| 2017     | プリメーラ   | アペルトゥーラ   | 4位            | 5位      |
| 2017     | プリメーラ   | 中間トーナメント | グループB・4位 | 5位      |
| 2017     | プリメーラ   | クラウスーラ     | 7位            | 5位      |
| 2018     | プリメーラ   | アペルトゥーラ   | 7位            | 5位      |
| 2018     | プリメーラ   | 中間トーナメント | グループA・2位 | 5位      |
| 2018     | プリメーラ   | クラウスーラ     | 9位            | 5位      |
| 2019     | プリメーラ   | アペルトゥーラ   | 16位           | 16位     |
| 2019     | プリメーラ   | 中間トーナメント | グループB・6位 | 16位     |
| 2019     | プリメーラ   | クラウスーラ     | 12位           | 16位     |
| 2020     | プリメーラ   | アペルトゥーラ   | 15位           | 16位     |
| 2020     | プリメーラ   | 中間トーナメント | グループA・8位 | 16位     |
| 2020     | プリメーラ   | クラウスーラ     | 14位           | 16位     |
| 2021     | セグンダ     | –                | –              | 5位      |
| 2022     | セグンダ     | –                | –              | 4位      |
| 2023     | プリメーラ   | アペルトゥーラ   | 10位           | 11位     |
| 2023     | プリメーラ   | 中間トーナメント | グループB・2位 | 11位     |
| 2023     | プリメーラ   | クラウスーラ     | 14位           | 11位     |
| 2024     | プリメーラ   | アペルトゥーラ   | 12位           |          |
| 2024     | プリメーラ   | 中間トーナメント |                |          |
| 2024     | プリメーラ   | クラウスーラ     |                |          |

### 南米杯での成績
- コパ・リベルタドーレス : 3回
  - 1995 : 1回戦敗退
  - 2010 : 2回戦敗退
  - 2017 : 予選2回戦敗退

- コパ・スダメリカーナ : 2回
  - 2018 : 2回戦敗退
  - 2019 : 2回戦敗退

## 歴代監督
出典
- オンディーノ・ビエラ 1965
- カルロス“パット”アギレーラ 1986
- ヘラルド・ペルーソ（英語版） 1993.01–1995.12
- ヘラルド・ペルーソ 2003.01–2003.12
- フリオ・セザール・バレリオ（スペイン語版） 2005.05-2006.03
- フリオ・ベベル・アクーニャ（スペイン語版） 2006.03-2006.12
- Jorge Wálter González Estévez 2006.08-2008.06
- パブロ・レペット（英語版） 2008.07-2009.02
- エドゥアルド・アセベド 2009.02-2009.08
- ギジェルモ・サンギネッティ（英語版） 2009.08-2009.12
- パブロ・レペット 2009.12-2010.05
- アレハンドロ・アプド（英語版） 2010.05-2011.02
- リカルド・オルティス（スペイン語版） 2011.02-2011.12
- ウーゴ・パルガ（英語版） 2011.12-2012.05
- Gabriel Raúl Camacho Santini 2012.05-2012.07
- リカルド・オルティス 2012.07-2013.02
- ダニーロ・バルティエッラ（スペイン語版） 2013.02-2013.11
- パブロ・アロンソ（スペイン語版） 2013.11-2014.03
- パブロ・マルティン・ロドリゲス（スペイン語版） 2014.03-2014.09
- フアン・ラモン・テヘラ（英語版） 2014.09-2014.11
- Santiago Kalemkerian 2014.11-2014.12 (暫定)
- ミゲル・ファレロ（英語版） 2015.01-2015.07
- エドゥアルド・アセベド 2015.07-2015.12
- グスタボ・フェリン（英語版） 2016.01-2016.06
- ホセ・プエンテ（英語版） 2016.07-2016.12
- ディエゴ・バラガン（スペイン語版） 2017.01-2017.07
- ホセ・バスアルド 2017.07-2017.12
- フェルナンド・コレア 2018.01-2018.12
- Jorge Wálter González Estévez 2019.01-2019.04
- Richard Edgardo Martínez Pintos 2019.04-2019.08
- Santiago Kalemkerian 2019.08-2019.09 (暫定)
- フリオ・セザール・アントゥネス（スペイン語版） 2019.09-2019.11
- Fernando Gentile 2019.11-2019-12 (暫定)
- ナサニエル・レヴェトリア（英語版） 2020.01-2020.09
- フアン・ハシント・ロドリゲス（英語版） 2020.09-2021.01 (暫定)
- ロランド・カルレン（英語版） 2021.01-2021.07
- Edgardo Mario Rodríguez Lestrade 2021.07 (暫定)
- ワルテル・パンディアーニ 2021.07-2022.07
- エドガルド・アディノルフィ（英語版） 2022.07-2022.09
- ダニエロ・ヌニェス（英語版） 2022.09-2023.04
- グスタボ・フェレイラ（英語版） 2023.04-2023.10
- ダミアン・サンティン（英語版） 2023.10-2023.12
- イグナシオ・パラス（英語版） 2024.01-

## 歴代所属選手

### GK
- ロヘリオ・ドミンゲス 1966
- ロドルフォ・ロドリゲス 1976

### DF
- ディエゴ・ゴディン 2005-2006

### MF
- マリオ・レゲイロ 1996-1997